# Aclerda laeliae
Aclerda laeliae är en insektsart som beskrevs av Mcconnell 1954. Aclerda laeliae ingår i släktet Aclerda och familjen Aclerdidae. Inga underarter finns listade i Catalogue of Life.